# 4-(2-碘乙基)甲苯
4-(2-碘乙基)甲苯是一种有机化合物，化学式为C9H11I。它可由4-甲基苯乙醇在三苯基膦和咪唑的存在下和碘反应得到，或由三碘甲烷在DMF中与其直接碘化制得。

## 用途
4-(2-碘乙基)甲苯可用于制备含4-甲苯乙基的化合物，例如，它和6-溴-(2H,4H)-1,2,4-三嗪-3,5-二酮在BSA存在下反应，生成6-溴-2-[2-(4-甲苯基)乙基]-(2H,4H)-1,2,4-三嗪-3,5-二酮；它和三苯基膦反应，可以得到[2-(4-甲苯基)乙基]三苯基碘化𬭸。